# Eleanor Leacock
Pour les articles homonymes, voir Leacock.
Eleanor Burke Leacock, née le 2 juillet 1922 et morte le 2 avril 1987, est une anthropologue et théoricienne sociale féministe américaine.
Elle apporte des contributions majeures à l'étude des sociétés égalitaires, de l'évolution du statut de la femme dans la société, de l'ethno-histoire algonkienne, du matérialisme historique et du mouvement féministe.